# Inno Setup
Inno Setup是一個免費的安裝程式製作軟體，可以製作出安裝程式。Inno Setup設計了一套腳本語言，使用者利用該腳本語言設計安裝流程，然後經過Inno Setup的編譯，即可產生安裝程式。由於Inno Setup免費、簡單易學且功能強大，自1997年問世後便迅速成為廣受歡迎的安裝程式製作軟體，與性質相似的NSIS共同佔據了高比例的使用者市場。

## 版權
Inno Setup的開發者喬丹·羅素（Jordan Russell）雖然以免費且開放原始碼的形式推出本軟體，但它的版權並非想當然的自由版權，而是有限制的特殊版權。